# Де Хан
Де Хан (на нидерландски: De Haan) е селище в Северозападна Белгия, окръг Остенде на провинция Западна Фландрия. Населението му е около 11 900 души (2006).